# ビェロヴァル＝ビロゴラ郡

ビエロヴァルスコ・ビロゴルスカ郡の位置

ビェロヴァル＝ビロゴラ郡(ビェロヴァル＝ビロゴラぐん、Bjelovarsko-bilogorska županija)は中央クロアチアに位置する郡。郡都はビェロヴァル。

## 地理
コプリヴニツァ＝クリジェヴツィ郡、ヴィロヴィティツァ＝ポドラヴィナ郡、ザグレブ郡、シサク＝モスラヴィナ郡、またポジェガ＝スラヴォニア郡と接している。